# Cerapachys desertorum
Cerapachys desertorum é uma espécie de formiga do gênero Cerapachys.